# ブランドン・リー
ブランドン・ブルース・リー（Brandon Bruce Lee、1965年2月1日 - 1993年3月31日）は、中国系アメリカ人の俳優。中国名は李 國豪（り こくごう）。

## 略歴
カリフォルニア州オークランド出身。ブルース・リーの長男として生まれる。母親のリンダ・エメリー(Linda Lee Cadwell)は、スウェーデン、アイルランド、英国の血を引くアメリカ人の教師（学生時代にブルース・リーのカンフー教室の生徒だった）。幼少の頃から父にマーシャル・アーツの指南を受けて育つ。8歳まで香港にて過ごし、父の死後ロサンゼルスへ移住。エマーソン大学在学中に演技への興味を覚え、俳優を志す。
1985年TV映画『ブランドン・リーのカンフー・ファイター』でデビュー。1987年、香港映画『ファイアー・ドラゴン』で初主演を飾り、ハリウッドでデビューする。
1993年3月31日、ノースカロライナ州ウィルミントンで映画『クロウ/飛翔伝説』の撮影中、銃撃犯役のマイケル・マッシーが主演のブランドンに向けてプロップガンで撮影用の空包（実弾から弾頭を除去して撃発機能を残しつつ発射不能化した物）を撃発したところ、何らかの手違いでプロップガンの内部に残留していた「撮影用のダミーカート（実弾から装薬と雷管を除去して撃発不能化した物）から外れたと見られる弾頭部分」が発射され、それを腹部に受けた事故によりブランドンは死亡した。
28歳没。映画自体はほとんどの撮影が済んでいたため、残りの部分は未使用映像やCGを使って補填された。
※クロウ/飛翔伝説#ブランドン・リー死亡事故を参照。

## 出演映画
- 1987年「ファイアー・ドラゴン」 龍在江湖 LEGACY OF RAGE　FIRE DRAGON
- 1990年「バトルドラゴン」 LASER MISSION
- 1991年「リトルトウキョー殺人課」 SHOWDOWN IN LITTLE TOKYO
- 1992年「ラピッド・ファイアー」 RAPID FIRE
- 1994年「クロウ/飛翔伝説」 THE CROW

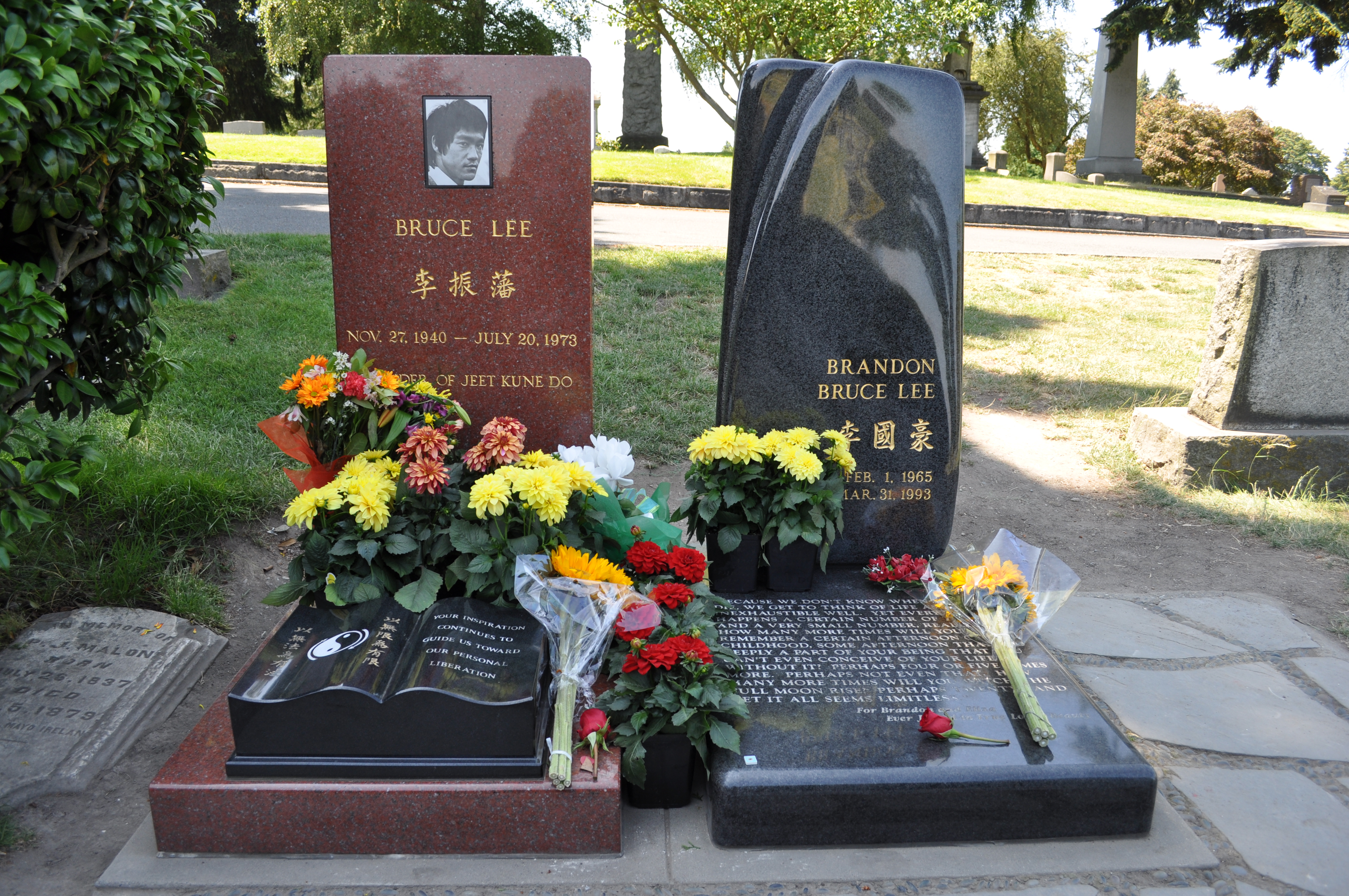
ブランドンとブルースの墓（米国・シアトル）

## 書目
- Baiss, Bridget. The Crow: The Story Behind The Film. London: Making of The Crow Inc, 2000. ISBN 1-870048-54-7.
- Dyson, Cindy. They Died Too Young: Brandon Lee. Philadelphia: Chelsea House, 2001. ISBN 0-7910-5858-1.
- Pilato, Herbie J. The Kung Fu Book of Caine: The Complete Guide to TV's First Mystical Eastern Western. Boston: Charles A. Tuttle, 1993. ISBN 0-8048-1826-6.